# Bezpieczeństwo wątków
Bezpieczeństwo wątków w programowaniu współbieżnym jest pojęciem stosowanym w kontekście programów wielowątkowych.
Fragmenty kodu są „wątkowo-bezpieczne” (ang. thread-safe), jeżeli funkcje wywoływane jednocześnie przez wiele wątków wykonują się prawidłowo.
W szczególności musi być spełniony następujący warunek: współbieżne wątki mają dostęp do tych samych współdzielonych danych oraz dostęp do fragmentu współdzielonych danych jest możliwy dla dokładnie jednego wątku w danym czasie.
Bezpieczeństwo wątków jest kluczowym wyzwaniem w programowaniu wielowątkowym. Było ono kiedyś stosowane głównie przez przedsiębiorstwa specjalizujące się w projektowaniu systemów operacyjnych, jednak od końca lat 90. XX wieku bezpieczeństwo wątków stało się częściej spotykanym zagadnieniem. W programie wielowątkowym kilka wątków wykonuje jednocześnie operacje we współdzielonej przestrzeni adresowej. W rzeczywistości każdy wątek ma dostęp do pamięci wszystkich pozostałych wątków.